# МакШейн, Джимми
Джеймс Гарри «Джимми» МакШейн (англ. James Harry «Jimmie» McShane) (род. 23 мая 1957, Дерри, Северная Ирландия, Великобритания - 29 марта 1995 года, там же) — ирландский и итальянский поп-певец и музыкант. Наиболее прославился благодаря роли вокалиста в итало-диско группе Baltimora и исполнителя её главного хита Tarzan Boy (1984).

## Ранняя жизнь
Певец появился на свет 23 мая 1957 года в Северной Ирландии. В детстве он научился играть на гитаре, а в подростковом возрасте родители узнали о гомосексуальности Джимми. В конце 1970-х годов Макшейн покинул родную провинцию ради учёбы в театральной школе в Лондоне, где он научился пению, танцам и декламации.
В качестве танцора и бэк вокалиста парень отправился по Европе в турне с Ди Ди Джексон и её группой. Во время визита в Италию его привлекли андерграундные танцевальные проекты страны, и он поселился в Милане в 1984 году. Позже научился говорить по-итальянски.

## Baltimora
Дебют танцора в клубах родного города Дерри не принес Макшейну должного успеха, и он устроился работать врачом скорой помощи для Красного креста, пока не встретился с итальянским продюсером и клавишником Маурицио Басси, дуэтом с которым был создан проект Baltimora. Джимми прославился как исполнитель её главного хита — песни Tarzan Boy и исполнителя всех треков с первого альбома Living In The Background (1985).
Американцы были ошеломлены успехом сингла. Некоторые источники утверждали, что лид-вокал принадлежал Басси, продюсеру Baltimora, а Джеймс исполнял исключительно бэк-вокал. Впрочем, никто так и не дал точного ответа, а тексты песен и музыка были написаны Басси и Нэйми Хаккет (за исключением сингла Survivor Of Love, который был написан Джимми).
Второй альбом Survivor Of Love (1987) не смог добиться популярности, и тогда Маурисио Басси объявил о распаде группы, решив перейти к новым проектам. Альбом был настолько плох в продаже, что лейбл EMI исключил Балтимору из списка проектов, записывавшихся у них.

## Смерть
В 1994 году у Джимми Макшейна был диагностирован СПИД: он вернулся в Ирландию для проведения своего последнего года жизни и умер 29 марта 1995 года в возрасте 37 лет. Певец похоронен в центре Дерри рядом с отцом, умершим тремя годами ранее.